# 松谷家住宅
松谷家住宅（まつやけじゅうたく）は、宮城県大崎市にあり、登録有形文化財に登録される見込みの建造物である。

## 概要
大崎市中心部、古川旧城下に位置する大崎市役所の東側に建つ豪商の住宅。敷地はおよそ2000㎡の広さがある。明治天皇巡幸時には随行する宮家等の宿泊に供された。
明治前期に建てられた書院座敷のある主屋の座敷部では質の高い造作がみられる。敷地内には、文庫蔵、砂糖蔵などの土蔵群が並び、特に装飾的に仕上げられた米穀を収納した岩蔵は敷地形状に合わせられたユニークな造りである。雨戸戸袋にも高度な意匠が施されていて、旧家の表門としての風格を示す表門や、屋敷内の明神社などの含めて、2015年3月、国の登録有形文化財に登録される見込みである。東日本大震災では石蔵・土蔵が大きな被害を受けた。

## 文化財
- 主屋
- 屋敷内の明神社
- 米穀を収納した岩蔵
- 文庫蔵
- 砂糖蔵
- 大豆蔵
- 表門
- 御成門

## 交通アクセス
JR東日本：東北新幹線、陸羽東線の古川駅から、徒歩で15分